# Altavilla Vicentina
Pour les articles homonymes, voir Altavilla (homonymie) et Vicentina.
Altavilla Vicentina est une commune de la province de Vicence dans la région Vénétie en Italie.

## Administration
| Période                                  | Période  | Identité         | Étiquette | Qualité |
| ---------------------------------------- | -------- | ---------------- | --------- | ------- |
| 08/06/2009                               | En cours | Claudio Catagini |           |         |
| Les données manquantes sont à compléter. |          |                  |           |         |

### Hameaux
Tavernelle, Valmarana, S.Agostino.

### Communes limitrophes
Arcugnano, Brendola, Creazzo, Montecchio Maggiore, Sovizzo, Vicence.